# Titi (futebolista, 1972)
Rogério Moraes Messias, mais conhecido como Titi (Santa Maria, 4 de janeiro de 1972), é um ex-futebolista brasileiro que atuava como ala, volante e meia.

## Títulos
Chapecoense
- Campeonato Catarinense: 1996

Avai
- Campeonato Brasileiro de Futebol - Série C: 1998

Caxias
- Campeonato Gaúcho: 2000

Palmeiras
- Campeão Copa dos Campeões: 2000